# Darryl
Darryl ist als Variante von Darrell ein im englischen Sprachraum vorkommender überwiegend männlicher Vorname. Eine andere Form des Namens ist Daryl.

## Namensträger

### Vorname
- Darryl Banks (* 1964), US-amerikanischer Comiczeichner
- Darryl Bootland (* 1981), kanadischer Eishockeyspieler
- Darryl Boyce (* 1984), kanadischer Eishockeyspieler
- Darryl Dawkins (1957–2015), US-amerikanischer Basketballspieler
- Darryl Hall (* 1963), US-amerikanischer Jazzmusiker
- Darryl Hickman (1931–2024), US-amerikanischer Schauspieler
- Darryl Johansen (* 1959), australischer Schachspieler
- Darryl Jones (* 1961), US-amerikanischer Bassist
- Darryl Middleton (* 1966), US-amerikanischer Basketballspieler
- Darryl Shannon (* 1968), kanadischer Eishockeyspieler
- Darryl Sittler (* 1950), kanadischer Eishockeyspieler
- Darryl Stephens (* 1974), US-amerikanischer Schauspieler
- Darryl Strawberry (* 1962), US-amerikanischer Baseballspieler
- Darryl Sutter (* 1958), kanadischer Eishockeyspieler und -trainer
- Darryl Sydor (* 1972), kanadischer Eishockeyspieler
- Darryl Worley (* 1964), US-amerikanischer Countrysänger
- Darryl F. Zanuck (1902–1979), US-amerikanischer Produzent und Regisseur

### Künstlername
- Darryl (Rapper) (Darryl van Gonter; * 1987), niederländischer Rapper